# Hermanites hornibrooki
Hermanites hornibrooki is een mosselkreeftjessoort uit de familie van de Hemicytheridae. De wetenschappelijke naam van de soort is voor het eerst geldig gepubliceerd in 1960 door Puri.